# Губинський Володимир Йосипович
Губинський Володимир Йосипович (*3 листопада 1930) — український учений у галузі металургійної теплотехніки. Доктор технічних наук, професор. Академік АН ВШ України з 1994 р.

## Біографія
Народився в Іркутську (Росія). Закінчив Енергетичний інститут у м. Іваново в 1953 р. До вересня 1959 р. працював на комбінаті «Криворіжсталь» конструктором, потім майстром цеху блюмінг-1. З 1959 р. працює в Дніпропетровському металургійному інституті (нині — Національна металургійна академія України). У 1963 р. після закінчення аспірантури захистив кандидатську дисертацію, працював старшим науковим співробітником, доцентом. У 1974 р. захистив докторську дисертацію, працював професором кафедри теплотехніки та екології металургійних печей, а з 1987 р. — завідувач цієї кафедри.

## Наукова діяльність
Сфера наукових інтересів — теорія та конструювання високотемпературних теплових агрегатів. Розробив нові технології нагріву і охолодження металу, методи математичного моделювання нагріву сталі в печах, конструкції енергоощадних печей нового покоління.
Автор понад 270 наукових праць та 70 винаходів. Автор монографій «Теорія полум'яних печей» (видано російською та китайською мовами), «Зменшення окалиноутворення при виробництві прокату», «Модернізація промислових печей».
Підготував 17 кандидатів наук та 1 доктора технічних наук.
Обраний почесним професором Північно-Східного університету у м. Шеньян (Китай) та Інституту сталі і сплавів у м. Аньшань (Китай).

## Нагороди
Лауреат Нагороди Ярослава Мудрого АН ВШ України за монографію «Теорія полум'яних печей» (1999). Нагороджений Першою премією МОН за найкращу наукову працю.